# Agnes de Boemia (1305–1337)
Agnes de Boemia (în cehă Anežka Přemyslovna, în poloneză Agnieszka Przemyślidka; n. 15 iunie 1305 – d. 1337) aparținând dinastiei Přemyslid, a fost ducesă de Jawor din 1316 până în 1337 prin căsătoria cu Henric I, duce de Jawor. Ea a fost singurul copil al regelui Venceslau al II-lea al Boemiei și a celei de-a doua soții a sa, Elisabeta Richza a Poloniei.

## Familia
Tatăl lui Agnes, Venceslau al II-lea, a murit în 1305 la scurt timp după nașterea ei. Dintre copiii lui cu prima soție, Iudita de Habsburg, doar patru au supraviețuit: Venceslau al III-lea, Anna de Boemia, Elisabeta de Boemia și Margareta de Boemia. 
Mama ei, Elisabeta Richza, s-a căsătorit din nou pe 16 octombrie 1306 cu Rudolf al III-lea, conte de Habsburg, fiul lui Albert I de Habsburg (rege romano-german). Nobilimea cehă l-a ales pe Rudolf rege al Boemiei, iar Elisabeta Richza a fost regină pentru scurt timp. Rudolf a murit pe 4 iulie 1307 după ce s-a îmbolnăvit de dizenterie în timpul asediului cetății unuia dintre nobilii cu care se afla în conflict, Bavor al III-lea de Strakonitz. 

## Căsătoria
Elisabeta Richza a aranjat ca Agnes să se căsătorească cu Henric I de Jawor. Nunta a avut loc în 1316, însă pentru că cei doi erau rude de gradul al patrulea era necesară o dispensa papală care a fost acordată abia în 1325. Cumnatul lui Agnes, regele Ioan al Boemiei s-a opus acestei căsătorii, ceea ce avea să facă din Henric un rival puternic al acestuia, alături de Boleslav al III-lea cel Generos, soțul Margaretei de Boemia, soră vitregă a lui Agnes. 
La scurt timp după nuntă, cu acordul Elisabetei Richza, Henric I și-a adus trupele în Hradec Králové (oraș primit de Elisabeta ca văduvă a lui Venceslau al II-lea în Boemia de Nord), de unde a organizat expediții pentru sprijinirea rebelilor împotriva regelui Ioan al Boemiei .
Agnes a avut o singură sarcină care s-a încheiat cu un avort spontan în urma unui accident de călărie. Agnes a murit în 1337, la doar doi ani după mama ei și cu nouă ani înaintea soțului ei. 